# Audio-Technica
Audio-Technica Corporation је јапанска компанија која се бави дизајнирањем и производњом професионалних микрофона, слушалица, фонографских магнетних касета и друге аудио опреме. 

## Историја
Аудио-техника је основана 1962. године у Токију, дистрикту Шинџуку. Оснивач Аудио-технике је Хидео Мацишита, предузетник и произвођач фонографских касета. Његови први производи били су AT-1 и AT-3 MM стерео фоно касете. Са убрзаним развојем компаније и њених производа, Аудио-техника отвара своја представништва у другим земљама. Седиште и фабрика су се 1965. преселили на садашњу адресу у Нарусе, у Мачида дистрикту у Токију. Компанија је 1969. године почела са извозом фоно касета широм света и лансирала прве микрокасетофоне.
Аудио-техника је 1972. године основала огранак фирме у Америци, у граду Ферлон у држави Охајо која почиње са испоруком ВМ фоно касета за европско тржиште. Компанија је 1974. године развила своју прву серију слушалица AT-700, кoja je касније пласирана на тржиште. Године 1978. представљена је прва серија АТ-800 микрофона, истовремено те године је отворено представништво фирме у Лидсy у Енглеској.
Компанија  је 1986. развила РЦА каблове који су направљени од ‘’чистог бакра’’. Каблови су произведени поступком континуираног ливења метала и ову технику је изумео и развио Атсуми Охно u периду од 1982. до 1985. године.Исте године компанија лансира AT33ML/OCC фоно касету, која је прва касета израђена од PCOCC материјала. Аудио-техника отвара подкомпанију у Тајвану 1988. године.
Деведесетих година 20. века Аудио-техника представља неколико кондензаторских микрофона са великом мембраном предвићених за студијску употребу: AT4033- кардиоидни микрофон (1991. године) АТ4050 више-шаблонски микрофон (1995. године), AT4060 кардиоидни микрофон са вакуумским цевима (1998. године.), AT895 микрофон са пет елемената који омогућава прилагођавање усмереног звука са 
ДСП (дигитални сигнал процесор) процесором. Југоисточно Азијски огранак основан 1996. године, почиње са радом у Сингапуру.
Компанија је 2008. године прославила двадесетогодишњицу испоруке микрофона за америчке председничке дебате. Своју педесетогодишњицу, Аудио-техника прославља на ‘Међународној изложби потрошачке електронике’ (енгл. CES) 2012. године први пут се у јавности појавњују AT-LP1240-USB USB DJ Turntable и ATH-CKS55i.
Аудио-техника 2017. године пласира бежичне слушалице ATH-DSR9BT, које добијају награду на 'Међународној изложби потрошачке електронике' користећи Триженс Дноут технологије.

## Добављач аудио опреме
Од касних деведесетих година 20. века Аудио-техника обезбеђује микрофоне и слушалице за америчке телевизијске емисије попут Великог брата, Договор или не, Кућа славних рокенрола и неколико међународних догађаја.
| Период        | Догађај                   | Издања                                                                     |
| ------------- | ------------------------- | -------------------------------------------------------------------------- |
| 1996–до данас | Летње олимпијске игре     | Атланта 1996, Сиднеј 2000, Атина 2004, Пекинг 2008, Лондон 2012            |
| 2002–до данас | Зимске олимпијске игре    | Солт Лејк Сити 2002, Торино 2006, Ванкувер 2010, Сочи 2014, Пјонгчанг 2018 |
| 1998–2013     | Награда Греми             | 1998–2013                                                                  |
| 2019          | Мото ГрандПрикс шампионат | 2019                                                                       |

## Технологија
Један од њихових најпознатијих производа био је преносни диктафон на батерије, под називом 'Господин Диск', који је продаван у Сједињеним Америчким државама почетком 1980-их.
2005. године Аудио-техника је развила 'Унигард' метод за прављење микрофона отпотних на радиофреквенцијске сметње изазваних од стране мобилних телефона, блутут уређаја, бежичних рачунарских мрежа и воки-токија. У патентирање ове функције било је укључено 13 патената, пошто су инжењери компаније модификовали различите елементе конструкције и рада микрофона. Преко 50 постојећих модела микрофона аудио-техника надограђњно је новом РФИ отпорном технологијом.

## Значајни производи
- Audio-Technica AT770 (Mister Disc) - преносни уређај за репродукцију грамофонских плоча
- Audio-Technica AT2020 - кардиоидни микрофон средње дијафрагме
- Audio-Technica ATH-WS55 - слушалице које прекривају уши са ираженим басом
- Audio-Technica ATH-WS99BT - слушалице које прекривају уши са ираженим басом(53 mm драјвер, блутут 3, друга класа)
- Audio-Technica ATH-M50 - професионалне мониторске слушалице које покривају уши
- Audio-Technica ATH-M50x - професионалне мониторске слушалице које покривају уши (наследник модела ATH-M50)
- Audio-Technica ATH-MSR7 - слушалице које покривају уши
- Audio-Technica ATH-SR5BT - бежичне аудио слушалице високе резолуције
- Air Dynamic Series - намењене музичарима који не желе тоталну изолацију од окружења
- Audio-Technica ATH-AD500 - 40 mm драјвери
- Audio-Technica ATH-AD700 - 53 mm драјвери, углови
- Audio-Technica ATH-AD900 - 53 mm драјвери, смањено отпуштање баса
- Audio-Technica ATH-R70x - 45 mm драјвери
- Audio-Technica ATH-CKS55 - бубице са израженим басом
- Audio-Technica AT-LP120-USB - преносиви грамофон средње класе
- Audio-Technica AT-LP1240-USB - преносиви грамофон намењен дижејевима
- SB DJ TurntableAudio-Technica AT-95e - грамофонска касета за хај-фај подешавања
- Audio-Technica AT11E - грамофонска касета за хај фај подешавања
- Audio-Technica ATH-DSR9BT - дигиталне бежичне слушалицеAT-95e MM фоно касете